# Celebeszi varjú
A celebeszi varjú (Corvus typicus) a madarak osztályának verébalakúak (Passeriformes) rendjébe és a varjúfélék (Corvidae) családjába tartozó faj.

## Rendszerezése
A fajt Charles Lucien Jules Laurent Bonaparte francia ornitológus írta le 1853-ban, a Gazzola nembe Gazzola typica néven.

## Előfordulása
Az Indonéziához tartozó Celebesz szigetén honos. Természetes élőhelyei a szubtrópusi és trópusi síkvidéki esőerdők és másodlagos erdők. Állandó, nem vonuló faj.

## Megjelenése
Testhossza 45 centiméter.

## Természetvédelmi helyzete
Az elterjedési területe nagyon nagy, egyedszáma ugyan csökken, de még nem ad okot aggodalomra. A Természetvédelmi Világszövetség Vörös listáján nem fenyegetett fajként szerepel.